# Вибори польсько-литовського короля 1573
Вибори 1573 року, перші вільні вибори — обрання нового монарха Речі Посполитої після смерті останнього короля з династії Ягеллонів Сигізмунда II Августа 7 липня 1572 року.
Виборчий сейм, під час якого королем Польщі та великим князем литовським було обрано Генріха Валуа, розпочався 5 квітня 1573 року і тривав до 20 травня того ж року. У період від смерті останнього Ягеллона до обрання Валуа був розроблений спосіб обрання нового монарха Речі Посполитої, а політичні зміни, започатковані під час цього міжкоролів'я, збереглися аж до реформ, здійснених у часи Станіслава Августа Понятовського.

## Перша фаза міжкоролів'я
Смерть Сигізмунда Августа 7 липня 1572 року, ймовірно спричинена туберкульозом, не була несподіванкою для еліт Речі Посполитої, оскільки стан короля неухильно погіршувався з весни 1572 року. Проте, смерть монарха без спадкоємця викликала катастрофічні настрої серед жителів. Оскільки центральні офіси та суди здійснювали владу від імені короля, побоювалися анархії, особливо тому, що не було законодавства, яке регулювало б вибори нового монарха. Політичну ситуацію погіршували суперечки, що точилися в останні роки правління Сигізмунда Августа між магнатами Корони та Великого князівства Литовського щодо положень Люблінської унії. Литовці вимагали перегляду угоди і повернення до складу князівства Київського і Брацлавського воєводств, а також Підляшшя і Волині. Між стратським рухом і магнатами, а також католиками й протестантами ще тривали гострі суперечки. Наростав також антагонізм між Великою та Малою Польщею.

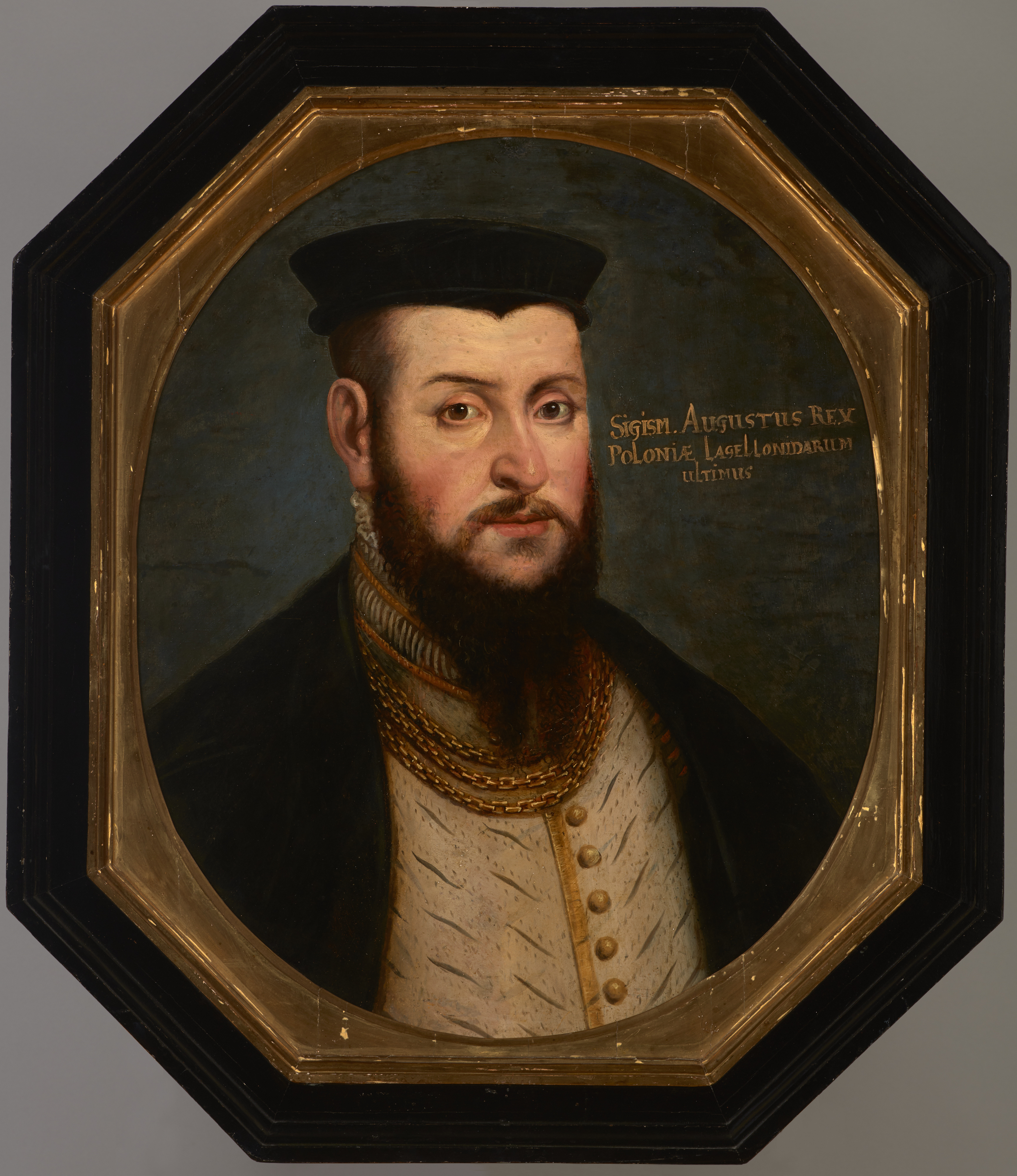
Сигізмунд II Август (картина Марціна Островського)

Ще перед смертю Сигізмунда Августа, дізнавшись про погіршення стану здоров'я короля, великопольські сенатори-католики на з'їзді в Ловичі вирішили, що владу під час міжкоролів'я має здійснювати сенатор найвищого рангу — примас Польщі, тобто архієпископ Якуб Уханський з Гнєзно. Тоді ж виник другий центр навколо воєводи та старости краківського та великого маршалка коронного Яна Фірлея. Як неформальний лідер кальвіністів, він вважав, що під час міжкоролів'я повинен займати посаду інтеррекса. Рішення з'їзду в Ловичах було відкинуто куявською та великопольською шляхтою на крайових зборах, а табір Фірлея послабив сандомирський воєвода, протестант Петро Зборовський, який не підтримав Кальвіна Фірлея. Між великопольськими та малопольськими сенаторами існувала різниця в думці щодо способу проведення виборів. У той час як сенатори Малої Польщі (головним чином Петро Зборовський) пропонували віритимні вибори, тобто обрання короля загальним з'їздом усієї шляхти Речі Посполитої, сенатори Великої Польщі вважали, що цей метод може викликати лише плутанину. і дозволив обрання короля представниками. Віритимні вибори підтримали магнати Ян Замойський і Миколай Сєніцький.
Дізнавшись про смерть короля, шляхта також почала організовуватися. Шляхетські з'їзди були перетворені на загальні конфедерації, які незабаром охопили всю країну, забезпечуючи внутрішню і зовнішню безпеку. Судочинство перейшло до так званих каптурних судів, які вирішували переважно кримінальні справи. Про значну участь шляхти в державних справах Республіки Польща свідчить той факт, що тільки в Короні існує 16 місцевих і провінційних з'їздів, хоча їх, звичайно, було більше. Під тиском шляхти, яка вимагала з'їзду всього сенату, у Каськах було організовано зібрання великопольських і малопольських сановників. Разом було вирішено скликати до Варшави сейм особливого скликання, який мав би визначити порядок денний для майбутніх виборів і вирішити поточні справи: забезпечення кордонів, зовнішню політику під час міжцарів'я та фінансові справи держави.
На першому етапі міжкоролів'я, незважаючи на великі розбіжності між політичними таборами, що виникли, питання про кандидатів у королі мало другорядне значення. Протягом цього періоду не розглядалися особисті кандидати на престол, а зосереджувалися на створенні виборчого права та заповненні прогалин у законодавстві Республіки Польща, щоб поставити новообраного монарха проти вже існуючої системи правил, що перешкоджало б королю виконувати функції, вищі за закон.

## Конвокаційний сейм

Акт Варшавської конфедерації

Конвокаційний сейм розпочав свої засідання 6 січня 1573 року. На ньому з'явилася шляхта, яка, хоч і заперечила, що сейм, скликаний сенаторами, не може мати жодних повноважень (у правовому ладі Речі Посполитої скликати сейм міг лише король). Щоб захиститися від впливу сенату, маршалка не призначали, а сесії щодня вів депутат з іншого воєводства. Конвокація перетворилася на загальну конфедерацію, де рішення приймалися більшістю голосів. На сеймі призначався день виборів, затверджувалась і уніфікувалася організація каптурових судів, вводилися податки. Було вирішено, що кожен шляхтич міг брати участь у виборах монарха, але він не був зобов'язаний з'являтися на вибори. Перемога католицького табору полягала у визначенні місця виборів, які мали відбутися під Варшавою в Мазовії, де безперечно переважала католицька шляхта. Для збереження релігійного миру в Речі Посполитій було складено Акт Варшавської конфедерації. Документ гарантував свободу віросповідання і зобов'язував людей утримуватися від переслідувань за релігійні відмінності. Це був компроміс, покликаний забезпечити спокійне проведення виборів. На конвокаційному сеймі не була присутня литовська шляхта (у Великому князівстві Литовському не скликалися передконвокаційні сеймики), лише спостерігачі, яких прислали литовські сенатори. Були висунуті відомі вимоги повернення земель, приєднаних Короною, до складу князівства, але небезпека розриву Люблінської унії перешкоджала загроза з боку Івана IV.

## Кандидати

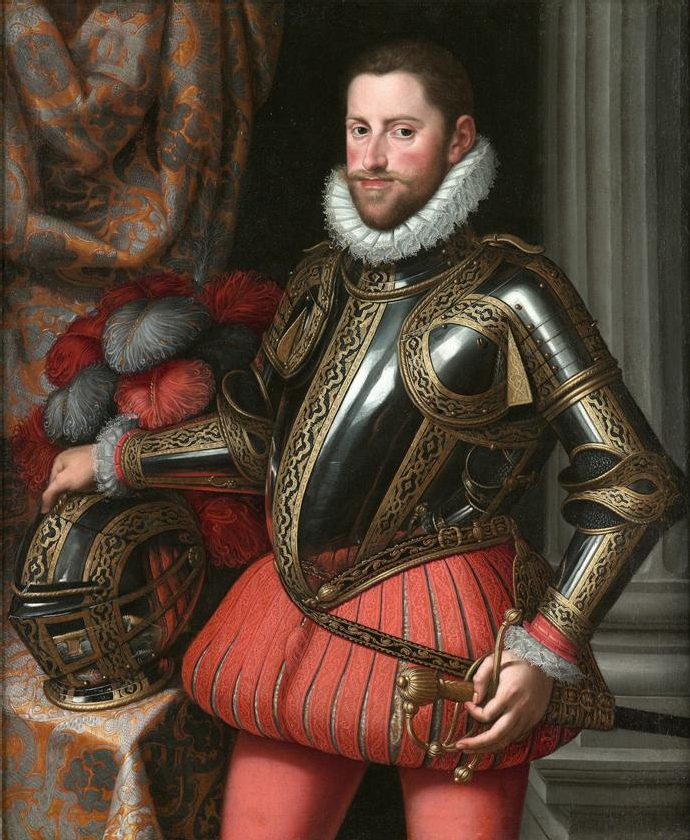
Ернст Габсбург (картина Мартіна Рота)

Найсерйознішим кандидатом на престол Республіки Польща в передвиборчий період і в першій фазі виборчого сейму був Ернст Габсбург, який користувався підтримкою примаса Уханського та католицької шляхти. Цій кандидатурі сприяли добрі відносини між Річчю Посполитою та Імперією після того, як Сигізмунд Август припинив боротьбу за вплив у Чехії та Угорщині. Однак знать боялася методу правління, заснованого на аристократії, з обмеженим становим представництвом, випробуваного Габсбургами в їхніх країнах, де династична політика переважала над територіальною цілісністю держави. Було занепокоєння угодою Габсбургів і Москви, щоб отримати союзника для воєн з Туреччиною, і ціною передачі московитам руських земель. Ця кандидатура викликала велику тривогу серед протестантів, які боялися обмеження віротерпимості та втрати своїх політичних і релігійних свобод.
Шведська кандидатура мала багато прихильників у протестантському таборі в особі короля Яна III Вази, чоловіка Катерини Ягеллонки. Було використано традицію династії Ягеллонів, яка була на польському престолі з 1386 року, і Ваза, хоч і був на боці дистафів, мав продовжити цю традицію. Ця кандидатура, зважаючи на протестантське віросповідання шведського короля, не мала великих шансів, тим паче, що шведське законодавство законодавство не дозволяло монарху проживати за межами держави. Син Яна ІІІ та Катерини Ягеллонки, Сигізмунд Ваза, вихований у католицькій вірі, серед кандидатів не згадувався через неповноліття.
Ще за життя Сигізмунда Августа були пропозиції обрати П'яста Фрідріха III князя Бжеско-Легницького, але 1570 року він помер, а його син Генріх XI не був прийнятий до уваги через його утраїтарний спосіб життя. Обрання королем П'яста, тобто громадянина Речі Посполитої, було настільки ризикованим, що через ревнощі, за прикладом Угорщини (обрання Яна Заполя), могла спалахнути громадянська війна.

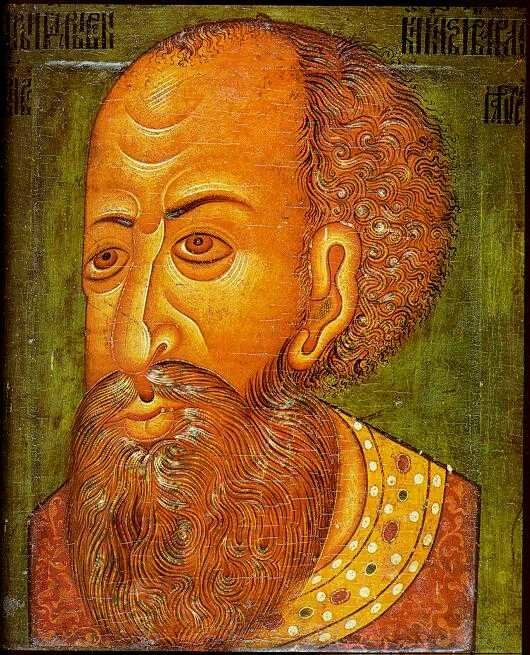
Іван IV Грозний, автор невідомий

Серйозним претендентом на престол Речі Посполитої був самопроголошений московський цар Іван IV Грозний або його молодший син Федір Іванович. Незважаючи на загальновідомі садистські нахили царя та знання про звірства опричнини, кандидатуру, висунуту литовськими з'їздами, підтримала родина Радзивіллів і численна коронна шляхта. Обрання Івана IV королем Речі Посполитої розглядалося як можливість припинити постійні прикордонні конфлікти. Те, як цар розправлявся з боярами, могло сподобатися польській шляхті, залученій у стратний рух. Вважалося, що якщо король Габсбургів міг лише зменшити права шляхти, то з королем Рюриковичем був шанс розширити права та привілеї. Не було страху привілеювати православну релігію та переслідувати інакомислячих.
Сам цар, хоч і прийняв литовські посольства, не був зацікавлений у престолі ні для себе, ні для свого сина. Гарантуючи шляхетські права і свободи, він висував неприйнятні вимоги: входження територій Великого князівства Литовського до Двіни до складу Московської держави, злиття Польщі, Литви та Москви в одне політичне ціле зі спадковим троном. Зрештою, кандидатура провалилася, оскільки цар не прислав жодного посланця на виборчий сейм. Підтримка царя Радзивиллами була, ймовірно, результатом політичної гри, спрямованої на обмеження ризику московського вторгнення до Великого князівства Литовського під час міжкоролів'я.

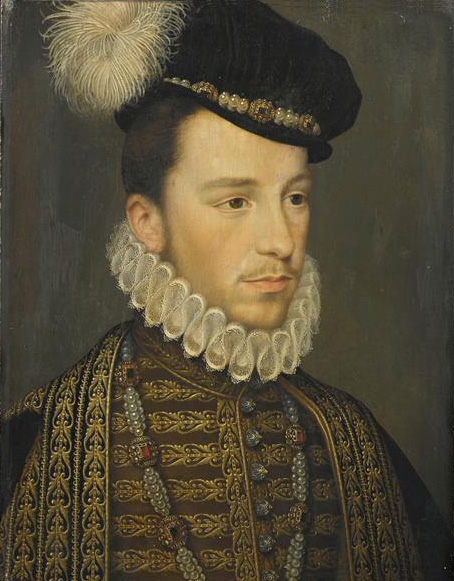
Генрі Валуа (картина, приписувана Жану де Курту)

Іншим важливим рішенням стало обрання Генріха Валуа, брата французького короля Карла IX. Кандидатура Генріха на престол Речі Посполитої з'явилася ще за життя короля Сигізмунда Августа. У 1566 році карлик Ян Красовський, перебуваючи при французькому дворі, вказав на таку можливість матері Валуа Катерині Медічі. Для французької сторони обрання Генріха королем Польщі означало б зменшення впливу Габсбургів, отримання союзника у боротьбі з домом Ракоці, економічні вигоди від процвітаючої балтійської торгівлі, а Карл IX міг би таким чином позбутися при дворі брата, якого вважав своїм суперником. Ще до смерті Сигізмунда Августа паризький двір напівофіційно відправив з розвідувальною місією Жана де Балашні, який зумів завоювати прихильність родини Зборовських і великого коронного канцлера Валентина Дембінського. 17 серпня 1572 року була відправлена офіційна легація на чолі з Жаном де Монлюком (єпископом французької Валенсії). Талановитий французький посол провів хорошу пропагандистську кампанію, якій не зашкодила навіть Варфоломіївська ніч, в якій принц Генріх зіграв незрозумілу роль. Монлюку, незважаючи на розправу над гугенотами, інспіровану французьким двором разом з Генріхом Валуа, вдалося представити французького кандидата як толерантну людину. Одночасно французи агітували в країнах Німецького рейху, Венеції, Римі та Туреччині, заручившись підтримкою депутатів цих країн кандидатури Генріха. Велике значення для цієї кандидатури мала підтримка папського легата Джованні Коммендоне, який дедалі більше дратувався інтригами габсбурзької партії, натхненними примасом Карнковським та апостольським нунцієм архієпископом Вінсентом Портіком. У Речі Посполитій вибір Валуа обґрунтовувався страхом перед сильним пануванням Габсбургів, надією зупинити татарські набіги завдяки тісним французько-турецьким стосункам і можливістю покращити фінансове становище державної скарбниці завдяки до заможного електорату.

## Вибори

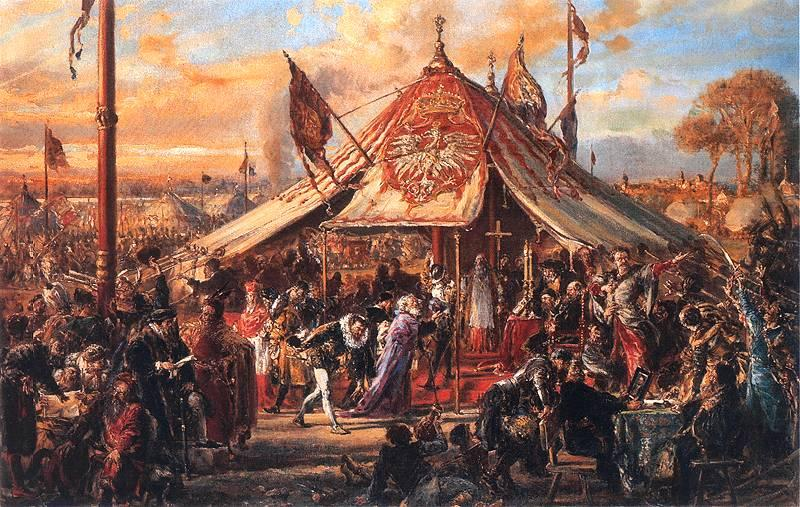
Могутність Республіки Польща знаходиться в зеніті. Золота свобода. Вибори Р П 1573 рік. Картина Яна Матейка

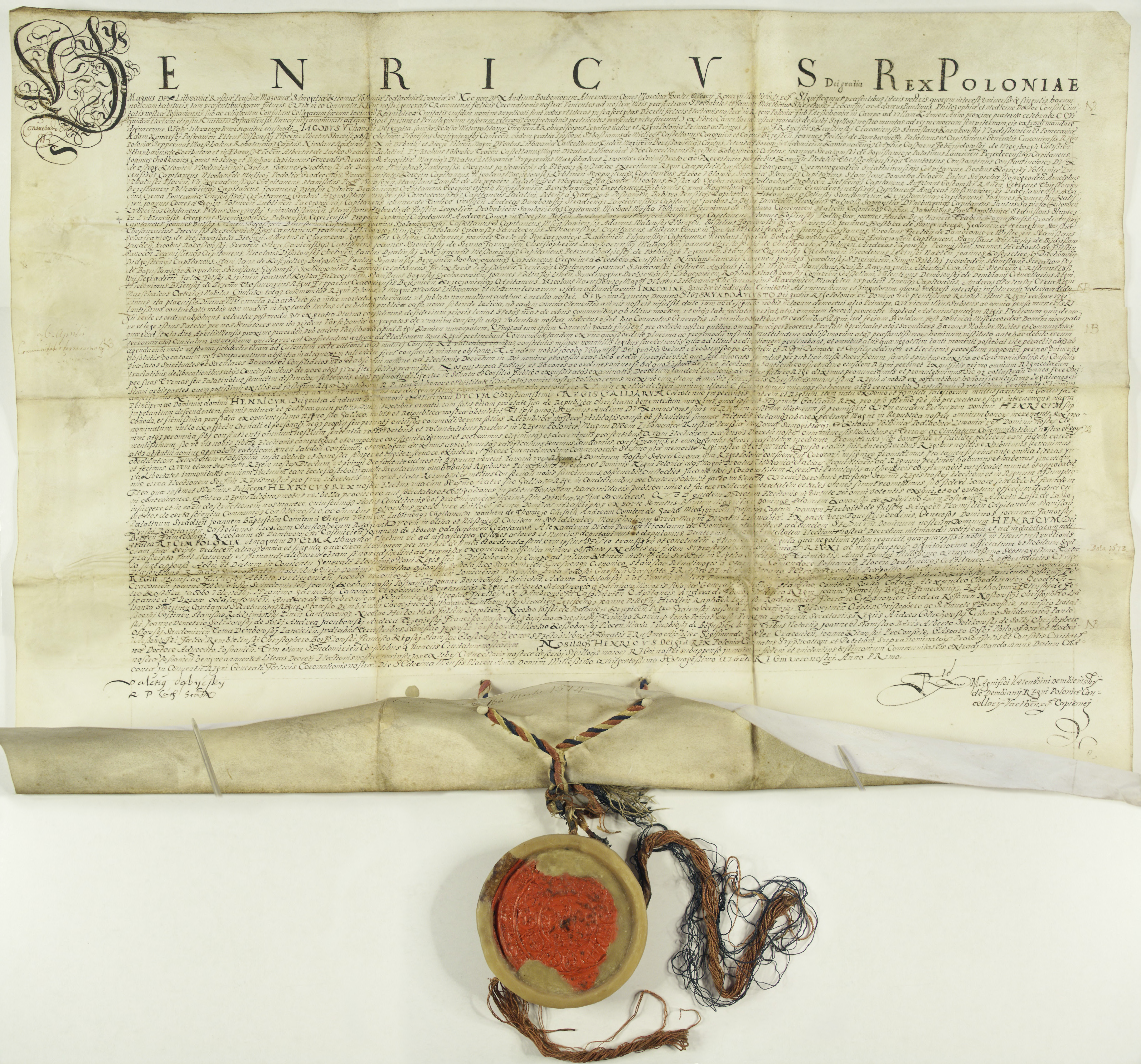
Король Польщі Генрик передає місту Познань копію протоколу свого обрання (документ із колекції Державного архіву в Познані)

Виборчий сейм розпочав свої засідання 5 квітня 1573 року в селі Камень під Варшавою. Через важку, затяжну зиму та труднощі в комунікаціях шляхта з віддалених від Варшави провінцій з'явилася в невеликій кількості, Познанське та Каліське воєводства прислали лише своїх посланців, а навколишня шляхта з Мазовії прибула у великій кількості. Виборчий сейм засідав на площі (так званий окоп, обнесений земляним валом), де розбили сарай, тобто сенаторський намет. Шляхта, згрупована за воєводствами, гуртувалася навколо шанця. Розглядалися кандидатури Габсбурга, Швеції, Москви, Франції, Пруссії (принца Альбрехта II Гогенцоллерна) і, хоча ім'я не було названо, кандидатура короля П'яста. Шведська кандидатура перестала рахуватися після дискредитації найбільшого прихильника Яна III Вази Яна Фірлея, який прийшов на вибори з загоном озброєних людей і гарматами, за що його звинуватили в намірі прискорити вибори.
Іван IV Грозний не надіслав свого посланця, а його попередні вимоги включити Литву до складу Московської держави завдали шкоди Ернесту Габсбургу, оскільки почали поширюватися чутки про те, що Відень і Москва домовилися про поділ Речі Посполитої. Кандидатура короля П'яста, яка гучно обговорювалася під час виборів, була висміяна, коли Петро Опалінський запропонував королем Вавжинця Бандуру Слупського, дрібного шляхтича з Бидгоща. Кандидатура Генріха Валуа, блискуче просунута депутатом Монлюком, набирала все більшої популярності. Під час представлення кандидатів шляхті найбільше сподобалася довга тригодинна промова Монлюка, повна обіцянок і запевнень. Попередньо промову було перекладено польською мовою та надруковано 1500 примірниками, які розповсюдили серед виборців. Кандидатуру Генріха Валуа підтримала Анна Ягеллонка, яка користувалася великою симпатією серед численної мазовецької знаті, що брала участь у виборах. За 100 000 дукатів і обіцянку переглянути Люблінську унію Монлюк купив підтримку Радзивілла і Ходкевича, тобто більшості литовців, які були важливі, оскільки діяли солідарно і могли шантажувати коронних депутатів погрозами розриву унії.
Вибір було продовжено через багато справ, які не стосувалися вибору короля: між іншим, заслуховувалися посла сусідніх країн, які не подали кандидатур, розглядалися фінансові та військові справи, а також питання королівських земель, наданих поляків і захоплена німцями в Королівській Пруссії. На початку травня мазовецька шляхта почала тиснути на примаса, щоб той негайно розпочав вибори, погрожуючи відокремитися від решти й почати голосувати самостійно. 3 травня почалося «висиджування» в окремих воєводствах, тобто в таборах, зібраних навколо окопів. Збір голосів тривав до 9 травня і показав, що французька кандидатура має значну перевагу (22 воєводства проти 10). Днем пізніше противники обрання Генрика Валенси, об'єднані навколо Яна Фірлея, залишили виборче поле і відступили до Грохова. Щоб уникнути сецесії та подвійних виборів, Пйотр Зборовський був направлений до гроховців, як називали противників обрання Валуа. Компроміс і згода на обрання француза мала відбутися після того, як сейм прийме пункти про релігійний мир, що містилися у Варшавській конфедерації, і посол Валенси погодиться з ними. 11 травня 1573 р. примас Учанський номінував Генріха Валуа королем Польщі та Великим князем Литовським, а 16 травня, після того як французька місія присягнула на Генрикові артикули та пакти конвентів, великий маршалок корони Ян Фірлей проголосив Валуа королем. Коронація відбулася 21 лютого 1574 року.